# Kepler-47c
Kepler-47c es un exoplaneta que orbita una estrella binaria. Fue descubierto por el telescopio espacial Kepler. El planeta se encuentra a 4900 años luz de distancia, tiene 4,61 veces el radio de la tierra y orbita ambas estrellas en 303 días. Se halla en la zona habitable.